# 封建
封建是源自於中國古代天子依爵位高低將領土分封與宗室或功臣作為食邑的制度。在此制度下，大地主或領主能從土地取得收入，並且在其領地上行使政府職權。世界史中，各国古代均有不同形态的领主统治制度。
非马克思主义的“封建”与馬克思主義的“封建”意义不同，而在马克思主义的影響下，中国大陆常将「封建」作為封建社會的代稱。

## 辭源
在中国，“封建”最早的出处是《诗经·商颂·殷武》中的“命于下国，封建厥福”，用于指代商王朝册封本族和异族方国诸侯的行为，为“封土建邦”之意。稍晚一些的出處则是《左傳·僖公二十四年》中的“封建親戚，以藩屏周”，就是把親戚分封出去建立諸侯國，用來屏障周王室。只有這種封土建邦，分封割據的狀態，才叫做「封建」。西方歷史中的「feudal」，也是被譯為封建，指的也是同樣的分封割據的狀態。
封建，为文言文句法的两个近意动词连用，本意是分封土地、建制诸侯国，該詞彙为中國自古有之，并非指現代意義的封建制度的翻译。
封建作为一种政治制度，特指中国古代的分封建国制，即分封制。近代“封建”一詞係日本和製漢語詞彙，日本史學界將歐洲歷史上的漢譯為封建，並用以借指日本歷史上的地方分權制度。

## 世界各地的封建制度
現代學者稱之為「封建」的歷史制度包括：

### 中國古代封建制（分封制）
封建制，即中国古代的分封制，作为一种中央政府管理地方的政治制度，其萌芽源远流长，不知确切起源，《史记》载，“诸侯咸来宾从”、“诸侯咸尊轩辕为天子”、黄帝“置左右大监，监于万国”，很可能是在描述早期封建制度的起源。唐代文学家、政治家柳宗元曾经在《封建论》中推论过封建制的起源，认为其萌芽于部落时代，群长相互竞争，强者威服众部落，但又没法完全实施统治，不得不以“分封”形式确立其他群长后代对自己族群的统治，是中国古代统一国家产生的一个必然阶段。至周代，分封制已臻于完善，按后世儒家记载，其与宗法制相结合，依据礼制和五等爵制进行阶层划分，有严格的尊卑区别，由王室代表（周天子）将土地分等，封给宗亲、功臣，宣命其为诸侯、准许建制方国，以安定周边少数民族、拱卫王室。秦朝起加强中央集權，推行郡县制，不再分封土地给功臣，而是使用秦国变法时创立的二十等爵功勋制，用功勋爵来赏赐功臣。然而汉高祖刘邦大封功臣与汉室宗亲，建立数百王国、侯国，采取了“郡国并行”的地方管理制度，郡县制和分封制同时存在于两汉。西晋短暂的统一后，又因为分封宗室、君主个人素质（晋惠帝）等原因，最终经历旷日持久的八王之乱，再一次瓦解为南北对峙、分裂的地方政权。后世郡县制、三司制、行省制等相继成为国家管理地方的主要制度，分封制渐渐被形式化、礼仪化的，仅在少数朝代有个别或短暂的分封现象，如清朝初期，封明朝降臣吴三桂为平西王，据云南。繆鳳林《中國通史要略》以唐、虞、夏、商、周為封建時代，唐虞以前為傳疑時代，秦漢及以後為統一時代。分封制的分封须与册封相区别。分封是一国君主用治下的土地赏赐给下臣，并准许下臣建立封国政权、担任封国君主，是地方政权从无到有的建制过程。册封指一国君主用“金册封爵”的礼仪，从形式上确认原本存在的地方政权首脑（包括首领、族长、酋长、乃至小国君主）的地位，相当于承认其治权而将其纳入管辖体系（如汉朝设置西域都护府，对西域诸国为管辖关系，特点是可以武力决定辖下属国的王嗣传承、国君废立）或朝贡体系（特点是仅从合法性上维持上国与属国的关系，上国不干涉属国的内政），予以政策和制度保障，以金册为证。

### 歐洲的封建制度
歐洲的封建制度（feudalism），特指中世紀欧洲的一种法律与军事相结合的习俗，盛行於9到15世紀，隨著16、17世紀民族國家的興起而式微。

### 日本的封建制度
日本的封建制度發源於8到12世紀平安時代的律令制，在12到19世紀武家政權時代成為主流體制，終止於19世紀後半葉的明治維新，废藩置县後封建制在日本废止。

### 中東的封建制度（伊克塔）
為中東地區於中世紀時期盛行的封建制度，與歐洲最大的不同在於受封者的後代無法世襲該領地，也無權處置受封領地內的人民。

## 馬克思主義的「封建」概念
封建制度，是一种马克思主义政治经济学术语，为卡尔·马克思在19世纪重新定义，借用了当时已有的词汇，用于形容“统治者借由控制土地等稀缺生产资料建立等级社会，通过劳务、地租、租金等形式剥削劳动者”这样一种经济模式。

## 另見
- 封邑、封地、領地